# Лоухский район
Ло́ухский райо́н — административно-территориальная единица (район) и муниципальное образование (муниципальный район) в составе Республики Карелия Российской Федерации.
Административный центр — пгт Лоухи.
Лоухский район относится к районам Крайнего Севера.

## География

### Географическое положение и рельеф
Лоухский район расположен на севере Республики Карелия. Граничит:
- на западе — с Финляндией (общины Салла области Лаппи и Куусамо области Северная Остроботния) (протяжённость участка границы 120 км);
- на севере — с Кандалакшским районом Мурманской области;
- на юге — с Кемским и Калевальским районами Карелии.

На востоке район имеет выход к Белому морю, протяжённость морского побережья около 150 км.
Небольшая часть района находится севернее полярного круга.
Территория Лоухского района самая большая среди районов Республики Карелии. Это единственный район в Карелии, который простирается от Белого моря до границы с Финляндией во всю ширину Карелии.
В Лоухском районе находится самая высокая гора в Карелии — Нуорунен (577 метров над уровнем моря).

### Климат
Климат континентальный. Средняя температура января −12.6 °C, июля +14.2 °C.

### Гидрография
Гидрографическая сеть района принадлежит к бассейну Белого моря. Для района характерна густая речная сеть.
- оз. Топозеро
- оз. Пяозеро
- оз. Тикша
- оз. Кереть
- оз. Энгозеро
- оз. Лоухское
- оз. Рувозеро
- оз. Сушозеро
- оз. Соколозеро
- оз. Тумчаозеро
- оз. Кундозеро
- оз. Кукас
- оз. Панаярви
- оз. Ципринга
- р. Кереть
- р. Калга
- р. Ковда
- озеро Плотичное вытянуто с запада на восток, большое количество островов, крупнейшие из которых Реутошуари и Матюши, на северном берегу деревня Парфеево.
- озеро Северное отделено от Плотичного протокой Опорова Салма(Узкая Салма).
- Серебряное озеро отличается открытыми водными просторами.
- озера Нижнее и Верхнее Пингосальма — небольшие озёра к западу от Серебряного, отделены от него протокой Вирдасальма.

Озёра Топозеро и Пяозеро, расположенные на территории района, входят в список крупнейших озёр Европы.

### Растительность
Более 75 % территории района покрыто лесом, преимущественно спелых хвойных пород.

### Экология и охрана природы
На северо-западе Лоухского района, у российско-финляндской границы, находится национальный парк «Паанаярви», а на побережье Белого моря — природный заказник «Полярный круг», охотничий зоологический заказник «Керетьский» и заповедные острова Кемь-Луды, относящиеся к Кандалакшскому заповеднику.

## История
Кемский уезд
В 1784 году указом Екатерины II Архангельская область была выделена из Вологодского наместничества в самостоятельное Архангельское наместничество. Тогда же Олонецкая провинция преобразована в Олонецкое наместничество. К Олонецкому наместничеству отошли волости, расположенные на Карельском и Поморском берегах Белого моря. Был образован Кемский уезд, куда отошли Кемский городок, Сумский острог и Шуерецкая волость с погостами.
До 1794 года в Кемском уезде действовал Воицкий золотой рудник.
После смерти Екатерины II её сын Павел I 12 декабря 1796 года отменил изменения: переименовал наместничество в губернию, упразднил Олонецкое наместничество, присоединив земли (и в том числе Кемский уезд) снова к Архангельской губернии.
В XIX веке весь север Карелии и Поморье относились к Кемскому уезду Архангельской губернии. На месте современного Лоухского района находилось несколько волостей: Керетская, Кестеньгская, Олангская, Вычетайбольская, Тихтозерская, Ухтинская.
В 1914 году началось строительство Мурманской железной дороги. В связи с этим была основана станция Лоухи.
Строительство дороги велось с севера от Мурманска и с юга от Петрозаводска. 3 ноября 1916 года был уложен последний костыль на 537 версте Амбарный.
СССР
8 июня 1920 ВЦИК издал декрет, по которому на месте населённых карелами районов Олонецкой и Архангельской губерний была образована Карельская трудовая коммуна в составе РСФСР.
В 1920-е годы на Севере Карелии развернулись изыскательные работы. 1922 году в Чупино-Лоухском районе началась систематическая добыча полевошпатового сырья, кварца, слюды. Открылись Чупинские горные разработки «Чупгоры».
По новой административной реформе, 29 августа 1927 года в Автономной Карельской ССР было образовано 26 районов (вместо прежних 7 уездов и 55 волостей), в том числе Лоухский и Кестеньгский районы. Они, главным образом, и составили территорию нынешнего Лоухского района.
В 1929 году был образован Лоухский леспромхоз, который в год создания заготовил 170 тысяч кубометров леса.
В 1944 году органы власти Лоухского района были временно перенесены из Лоухи в Чупу, так как на территории райцентра Лоухи разместились органы власти Кестеньгского района (поскольку Кестеньга была сильно разрушена в ходе боёв).

## Население
| 1989    | 2002    | 2009    | 2010    | 2011    | 2012    | 2013    | 2014    |
| ------- | ------- | ------- | ------- | ------- | ------- | ------- | ------- |
| 24 715  | ↘20 128 | ↘17 056 | ↘14 760 | ↘14 674 | ↘13 948 | ↘13 324 | ↘12 872 |
| 2015    | 2016    | 2017    | 2018    | 2019    | 2020    | 2021    | 2023    |
| ↘12 431 | ↘12 056 | ↘11 771 | ↘11 459 | ↘11 115 | ↘10 832 | ↘10 259 | ↗10 289 |

Согласно прогнозу Минэкономразвития России, численность населения будет составлять:
- 2024 — 9,8 тыс. чел.
- 2035 — 6,61 тыс. чел.

### Урбанизация
В городских условиях (пгт Лоухи, Пяозерский и Чупа) проживают 69.76 % населения района.

### Национальный состав
По итогам переписи населения 2020 года проживали следующие национальности (национальности менее 0,1 % и другое, см. в сноске к строке «Другие»):
| Национальность | Численность, чел. | Доля     |
| -------------- | ----------------- | -------- |
| Русские        | 8506              | 82,91 %  |
| Карелы         | 900               | 8,77 %   |
| Белорусы       | 372               | 3,63 %   |
| Украинцы       | 131               | 1,28 %   |
| Финны          | 51                | 0,50 %   |
| Вепсы          | 15                | 0,15 %   |
| Чеченцы        | 14                | 0,14 %   |
| Литовцы        | 13                | 0,13 %   |
| Татары         | 12                | 0,12 %   |
| Поляки         | 12                | 0,12 %   |
| Другие         | 233               | 2,25 %   |
| Итого          | 10 259            | 100,00 % |

## Муниципально-территориальное устройство
В Лоухский муниципальный район входят 7 муниципальных образований, в том числе 3 городских поселения и 4 сельских поселений:
| № | Муниципальное образование           | Административный центр    | Количество населённых пунктов | Население (чел.) | Площадь (км²) |
| - | ----------------------------------- | ------------------------- | ----------------------------- | ---------------- | ------------- |
| 1 | Лоухское городское поселение        | пгт Лоухи                 | 1                             | ↘3617            | 91,00         |
| 2 | Пяозерское городское поселение      | пгт Пяозерский            | 1                             | ↘1545            | 53,29         |
| 3 | Чупинское городское поселение       | пгт Чупа                  | 2                             | ↘2134            | 50,29         |
| 4 | Амбарнское сельское поселение       | посёлок Амбарный          | 3                             | ↗759             | 6933,65       |
| 5 | Кестеньгское сельское поселение     | посёлок Кестеньга         | 9                             | ↘1675            | 12807,03      |
| 6 | Малиновараккское сельское поселение | посёлок Малиновая Варакка | 12                            | ↘358             | 2040,70       |
| 7 | Плотинское сельское поселение       | посёлок Плотина           | 2                             | ↘201             | 1607,00       |

## Населённые пункты
В Лоухском районе 30 населённых пунктов (в том числе 1 населённый пункт в составе пгт).
| №  | Населённый пункт  | Тип     | Население | Муниципальное образование           |
| -- | ----------------- | ------- | --------- | ----------------------------------- |
| 1  | Амбарный          | посёлок | ↘606      | Амбарнское сельское поселение       |
| 2  | Боярская          | станция | ↘34       | Амбарнское сельское поселение       |
| 3  | Зашеек            | деревня | ↘34       | Кестеньгское сельское поселение     |
| 4  | Карельский        | посёлок | ↘3        | Малиновараккское сельское поселение |
| 5  | Кереть            | станция | ↘7        | Малиновараккское сельское поселение |
| 6  | Кестеньга         | посёлок | ↘1117     | Кестеньгское сельское поселение     |
| 7  | Коккосалма        | деревня | ↘12       | Кестеньгское сельское поселение     |
| 8  | Котозеро          | станция | →0        | Малиновараккское сельское поселение |
| 9  | Кушеванда         | деревня | →4        | Кестеньгское сельское поселение     |
| 10 | Лоухи             | пгт     | ↘3617     | Лоухское городское поселение        |
| 11 | Малиновая Варакка | посёлок | ↘225      | Малиновараккское сельское поселение |
| 12 | Нижняя Пулонга    | деревня | ↘40       | Малиновараккское сельское поселение |
| 13 | Нильмогуба        | деревня | ↘7        | Малиновараккское сельское поселение |
| 14 | Нильмозеро        | деревня | →0        | Малиновараккское сельское поселение |
| 15 | Новый Софпорог    | посёлок | →88       | Кестеньгское сельское поселение     |
| 16 | Плотина           | посёлок | ↘269      | Плотинское сельское поселение       |
| 17 | Полярный Круг     | станция | ↘7        | Малиновараккское сельское поселение |
| 18 | Приморский        | посёлок | →0        | Малиновараккское сельское поселение |
| 19 | Пяозерский        | пгт     | ↘1545     | Пяозерское городское поселение      |
| 20 | Сосновый          | посёлок | ↘490      | Кестеньгское сельское поселение     |
| 21 | Софпорог          | посёлок | ↘243      | Кестеньгское сельское поселение     |
| 22 | Тунгозеро         | посёлок | ↘405      | Кестеньгское сельское поселение     |
| 23 | Тухкала           | посёлок | →2        | Кестеньгское сельское поселение     |
| 24 | Тэдино            | посёлок | ↘162      | Малиновараккское сельское поселение |
| 25 | Хетоламбина       | посёлок | ↘59       | Малиновараккское сельское поселение |
| 26 | Чёрная Река       | деревня | ↘9        | Малиновараккское сельское поселение |
| 27 | Чкаловский        | посёлок | ↘60       | Плотинское сельское поселение       |
| 28 | Чупа              | пгт     | ↘2016     | Чупинское городское поселение       |
| 29 | Чупа              | станция |           | Чупинское городское поселение       |
| 30 | Энгозеро          | посёлок | ↘537      | Амбарнское сельское поселение       |

### Упразднённые населённые пункты
Село Кереть.

## Местное самоуправление
Главы муниципального района, Председатели Совета 
- 2018—2023 — Давыдов Юрий Анатольевич[27]
- с 2023 года — Ольга Николаевна Квяткевич[27]

Главы администрации района
- с 2019 года — Сергей Мирославович Лебедев[27]

## Экономика
Основные отрасли производства в районе — лесозаготовительная, деревообрабатывающая и горнодобывающая.

## Культура
На территории Лоухского района функционирует 41 учреждение культуры, в том числе 17 клубных учреждений, 20 библиотек, 3 детских музыкальных школы.
В районе создано 3 музея:
1. Музей «Боевой славы» п. Сосновый,
2. Краеведческий музей «Быт северных карел» при Доме культуры п. Кестеньга,
3. Музей при средней школе посёлка Лоухи.

## Наука
На территории района, на берегу Белого моря, расположена Беломорская биологическая станция Московского Государственного Университета.

## Достопримечательности
- На территории Амбарнского сельского поселения на участке железной дороги между станциями Боярская и Амбарный находится бетонный обелиск, посвященный окончанию строительства Мурманской железной дороги в 1916 году. Обелиск был установлен 3 ноября 1916 года на месте смычки рельсового пути[29].
- Ке́реть — упразднённое село в Лоухском районе Карелии. Находится в устье реки Кереть на берегу Белого моря. Возникновение Керети относят к концу XV — началу XVI вв. Здесь проходил торговый путь из Поморья в Швецию. Ке́реть — место духовного подвига Святого Варлаама Керетского, жившего в XVI в. и почитаемого как спасителя на море. Его тело было погребено в селе близ церкви Святого великомученика Георгия. Поморы приезжали сюда, чтобы почтить его память. В Керети родился и вырос сказитель Матвей Коргуев, член Союза писателей СССР, кавалер ордена «Знак почёта».
- Река Кереть на севере Карелии (Россия), протекает по территории Лоухского района и пользуется популярностью у туристов-водников, приезжающих для сплавов по ней из разных городов России. Река представляет собой цепь озёр, соединённых между собой порожистыми участками. (пороги 1 — 3 категории сложности длиной от 400 до 3200 метров). Для всех, кто желает понять загадочную и неповторимую природу Севера необходимо совершить сплав по реке Кереть в Лоухском районе. Белые ночи, сбор грибов и ягод, рыбалка и выход в Белое море в конце маршрута сделают это путешествие незабываемым. При сплаве по реке Укса рафтеры увидят знаменитые «Сказочные врата», посетят памятник погибшим воинам Красной армии и попробуют свои силы на довольно сложных порогах реки.
- Па́анаярви (фин. Paanajärven kansallispuisto) — государственный национальный парк в Лоухском районе Республики Карелия, особо охраняемая природная территория.Образован постановлением Правительства России № 331 от 20 мая 1992 года «в целях сохранения уникальных природных комплексов озера Паанаярви и бассейна реки Оланги, использования их в природоохранных, рекреационных, просветительных и научных целях». На территории парка имеется несколько гор, входящих в десятку самых высоких в Карелии: гора Лунас — 495,4 м, гора Кивакка — 499,5 м, гора Мянтютунтури − 550,1 м. Достопримечательность парка: фьельд Нуорунен — 576,7 м — самая высокая гора во всей Карелии. На крутых склонах гор встречаются своеобразные «висячие» болота — одна из достопримечательностей этого района. В районе расположения парка 15 крупных геологических объектов и 54 отдельных памятника, представляющих большую научную ценность.